# Batu Marang
Batu Marang – miasto w Brunei, w dystrykcie Brunei-Muara.